# Diane Salinger
Diane Louise Salinger (* 25. Januar 1951 in Wilmington, Delaware) ist eine US-amerikanische Schauspielerin und Synchronsprecherin.

## Leben
Salinger studierte Drama an der Columbia University und hatte 1985 ihr Filmdebüt in Die dunkle Macht der Finsternis. Sie ist durch ihre Fernsehrolle Apollonia, die sie von 2003 bis 2005 in der Serie Carnivàle spielte bekannt. Zu den etlichen weiteren Serien, in denen sie Auftritte hatte, gehören George Burns Comedy Week (1985), Chefarzt Dr. Westphall (1987), Law & Order (1990), L.A. Law – Staranwälte, Tricks, Prozesse (1991), Mord ist ihr Hobby (1994), Star Trek: Deep Space Nine (1995/1997), Emergency Room – Die Notaufnahme (1998), How I Met Your Mother (2006), Schatten der Leidenschaft (2008) und CSI: Den Tätern auf der Spur (2009). Im Jahr 2000 sprach sie die Stimme der Queen Bansheera in der Fernsehserie Power Rangers Lightspeed Rescue, den dazugehörigen Filmen und dem gleichnamigen Videospiel. Ebenfalls lieh sie 2011 einigen Rollen im Computerspiel The Elder Scrolls V: Skyrim ihre Stimme.
Weitere Filme, in denen sie spielte, sind unter anderem Pee-Wee’s irre Abenteuer (1985), Der Morgen danach (1986), Hilfe, Mami dreht durch! (1992), Guy (1997), 20 Years After (2008), Dark House (2009) und Just 45 Minutes from Broadway (2012).

## Filmografie
- 1985: Creature – Die dunkle Macht der Finsternis (Creature)
- 1985: Pee-Wee’s irre Abenteuer (Pee-Wee’s Big Adventure)
- 1985: George Burns Comedy Week (Fernsehserie, Episode 1x07)
- 1986: Auf den Schwingen des Adlers (On Wings of Eagles, Miniserie, 2 Episoden)
- 1986: Der Morgen danach (The Morning After)
- 1987: Verne Miller – Staatsfeind Nr. 1 (The Verne Miller Story)
- 1987: Das Recht zu sterben (Right to Die, Fernsehfilm)
- 1987: Chefarzt Dr. Westphall (St. Elsewhere, Fernsehserie, Episode 6x07)
- 1988: Bird
- 1988: Hallo Baby (Maybe Baby, Fernsehfilm)
- 1988: Straße der Träume (Street of Dreams, Fernsehfilm)
- 1989: Hawk (A Man Called Hawk, Fernsehserie, Episode 1x13)
- 1990: Law & Order (Fernsehserie, Episode 1x09 Familientragödie)
- 1990: Alice
- 1991: L.A. Law – Staranwälte, Tricks, Prozesse (L.A. Law, Fernsehserie, Episode 5x17)
- 1991: Der Mann ihrer Träume (The Butcher’s Wife)
- 1992: Stormy Weathers – Eine Detektivin schlägt zurück (Stormy Weathers, Fernsehfilm)
- 1992: Batmans Rückkehr (Batman Returns)
- 1992: L.A. Machine (Mann & Machine, Fernsehserie, Episode 1x06)
- 1992: Venice, Venice (Venice/Venice)
- 1992: Ehekriege (Civil Wars, Fernsehserie, Episode 2x06)
- 1992: Hilfe, Mami dreht durch! (Unbecoming Age)
- 1992: Battle in the Erogenous Zone (Kurzfilm)
- 1994: Mord ist ihr Hobby (Murder, She Wrote, Fernsehserie, Episode 10x13)
- 1995: New York Cops – NYPD Blue (NYPD Blue, Fernsehserie, Episode 2x21 Die Eltern des Jahres)
- 1995: Eine heiße Affäre (One Night Stand)
- 1995: Last Summer in the Hamptons
- 1995: Der scharlachrote Buchstabe (The Scarlet Letter)
- 1995, 1997: Star Trek: Deep Space Nine (Fernsehserie, 2 Episoden)
- 1996: Guy
- 1996: Night Affairs (Women: Stories of Passion, Fernsehserie, Episode 1x11)
- 1998: Emergency Room – Die Notaufnahme (ER, Fernsehserie, Episode 4x15 Gefährliche Explosion)
- 1998: Palm Beach-Duo (Silk Stalkings, Fernsehserie, Episode 8x06)
- 1999: The Kid with X-ray Eyes
- 1999: The Auteur Theory
- 2000: The Others (Fernsehserie, Episode 1x04)
- 2000: Power Rangers in 3D: Triple Force (Kurzfilm, Sprechrolle)
- 2000: Power Rangers Lightspeed Rescue – Titanium Ranger: Curse of the Cobra (Sprechrolle)
- 2000: Power Rangers Lightspeed Rescue (Fernsehserie, 18 Episoden, Sprechrolle)
- 2000: Power Rangers Lightspeed Rescue: Neptune’s Daughter (Sprechrolle)
- 2001: Power Rangers Lightspeed Rescue: The Queen’s Wrath (Sprechrolle)
- 2001: Ghost World
- 2002: Strong Medicine: Zwei Ärztinnen wie Feuer und Eis (Strong Medicine, Fernsehserie, Episode 3x07)
- 2002: Esmeralda – Meine Jugend in New York (Almost a Woman, Fernsehfilm)
- 2002: Charmed – Zauberhafte Hexen (Charmed, Fernsehserie, Episode 5x01 Der Ruf des Meeres – Teil 1)
- 2002: Lass es, Larry! (Curb Your Enthusiasm, Fernsehserie, Episode 3x02)
- 2003–2005: Carnivàle (Fernsehserie, 14 Episoden)
- 2005: Liebe findet ein Zuhause (Love’s Long Journey, Fernsehfilm)
- 2006: How I Met Your Mother (Fernsehserie, Episode 1x17 Leben unter Gorillas)
- 2006: Rest Stop
- 2007: Color Me Olsen (Kurzfilm)
- 2008: 20 Years After
- 2008: Schatten der Leidenschaft (The Young and the Restless, Fernsehserie, 4 Episoden)
- 2008: Rest Stop: Don’t Look Back
- 2009: CSI: Vegas (CSI: Crime Scene Investigation, Fernsehserie, Episode 9x15 Ich + Wir)
- 2009: Girls Mansion Massacre (The Telling)
- 2009: Dark House
- 2010: Dante’s Inferno: Abandon All Hope (Dokumentar-Kurzfilm)
- 2010: Queen of the Lot
- 2011: Terri
- 2012: Just 45 Minutes from Broadway
- 2013: First Period
- 2013: Stitch
- 2014: Salem (Fernsehserie, 4 Episoden)
- 2014: Freedom
- 2014: Model Citizen (Kurzfilm)
- 2015: No Deposit
- 2015: Forever
- 2015: Ovation
- 2016: Pee-wee’s Big Holiday
- 2016: All Hallows’ Eve
- 2018: Slay Belles
- 2021: Ronstadt (Fernsehserie, 2 Episoden)
- 2025: Things Like This

### Videospiele
- 2000: Power Rangers Lightspeed Rescue …als Queen Bansheera
- 2011: The Elder Scrolls V: Skyrim …verschiedene Sprechrollen
- 2014: Murdered: Soul Suspect …verschiedene Sprechrollen